# الأمر التنفيذي رقم 13438
كان الأمر التنفيذي رقم 13438 المعنون بتجميد ممتلكات أشخاص معينين يهددون جهود الاستقرار في العراق، أمرًا تنفيذيًا وقّعه الرئيس جورج دبليو بوش في 17 يوليو/تموز 2007. وتهدف هذه الخطوة المعلنة إلى الحد من تدفق الدعم المادي للمتمردين والإرهابيين في حرب العراق. ويمنح هذا الأمر الإدارة سلطة تجميد أصول مجموعة مُجرّدة، وإن كانت مُعرّفة بشكل واسع، من الأشخاص الذين يهددون استقرار العراق.
يبدأ بوش الامر التنفيذي ب:
أنا، جورج دبليو بوش، رئيس الولايات المتحدة الأمريكية، أجد أنه بسبب التهديد غير العادي والاستثنائي للأمن القومي والسياسة الخارجية للولايات المتحدة والذي تشكله أعمال العنف التي تهدد السلام والاستقرار في العراق وتقوض الجهود الرامية إلى تعزيز إعادة البناء الاقتصادي والإصلاح السياسي في العراق وتقديم المساعدة الإنسانية للشعب العراقي، فإنه من مصلحة الولايات المتحدة أن تتخذ خطوات إضافية فيما يتعلق بحالة الطوارئ الوطنية المعلنة في الأمر التنفيذي رقم 13303 المؤرخ 22 مايو/أيار 2003، والموسعة في الأمر التنفيذي رقم 13315 المؤرخ 28 أغسطس/آب 2003، والتي اعتمدت عليها الخطوات الإضافية المتخذة في الأمر التنفيذي رقم 13350 المؤرخ 29 يوليو/تموز 2004، والأمر التنفيذي رقم 13364 المؤرخ 29 نوفمبر/تشرين الثاني 2004.
وينص الأمر على وسيلة لتعطيل الدعم المقدم للإرهابيين والجماعات المتمردة في العراق أو الجماعات أو الأفراد "الذين ثبت ارتكابهم، أو يشكلون خطراً كبيراً لارتكاب، عملاً أو أعمال عنف يكون غرضها أو أثرها تهديد السلام أو الاستقرار في العراق أو حكومة العراق أو تقويض الجهود الرامية إلى تعزيز إعادة البناء الاقتصادي والإصلاح السياسي في العراق أو تقديم المساعدة الإنسانية للشعب العراقي".
قُدِّمَ هذا الأمر التنفيذي باعتباره امتدادًا للأمر التنفيذي رقم 13303 القرار التنفيذي لدعم السلام والاستقرار وإعادة إعمار العراق. وهو مشابه للأمر التنفيذي رقم 13224، الذي تناول تمويل ودعم الجماعات والشبكات الإرهابية حول العالم.
مدد الرئيس باراك أوباما حالة الطوارئ الوطنية التي صدر بموجبها الأمر التنفيذي 13438 عدة مرات، وكان آخرها في 17 مايو 2013.

## مراحع
1. ↑  "Blocking Property of Certain Persons Who Threaten Stabilization Efforts in Iraq" (بالإنجليزية). Archived from the original on 2025-04-05. Retrieved 2025-08-20.
2. ↑  "Message to the Congress of the United States Regarding International Emergency Economic Powers Act"، whitehouse.gov، 17 يوليو 2007، مؤرشف من الأصل في 2025-03-30 – عبر National Archives
3. ↑  قالب:ExecutiveOrder
4. ↑  "Notice -- Continuation of the National Emergency with Respect to the Stabilization of Iraq"، whitehouse.gov، مؤرشف من الأصل في 2025-02-24، اطلع عليه بتاريخ 2013-09-05 – عبر National Archives